# Grèce libre
Durant l'occupation de la Grèce pendant la Seconde Guerre mondiale, la Grèce libre (en grec moderne : Ελεύθερη Ελλάδα) est les vastes zones montagneuses et semi-montagneuses du pays qui étaient sous le contrôle total des résistants grecs, sans la moindre présence des autorités d'occupation. 
En Grèce libre, des formes pionnières d'autonomie locale et de justice ont été appliquées, qui ont été principalement introduites par le Front de libération nationale (EAM), sous la forme d'institutions populaires de masse. Il y a eu des zones franches, surtout après 1942, lorsque la lutte armée du peuple grec contre les occupants a commencé, en Grèce centrale, dominée par l'Armée populaire de libération nationale sous la direction d'Áris Velouchiótis, en Épire, où opérait la Ligue nationale démocratique (ELAS) de Napoléon Zérvas (el), au mont Olympe, au mont Pélion et dans le massif du Pinde. Au cours des derniers mois de l'occupation dans les zones libres se sont ajoutées des parties des montagnes du Péloponnèse et même des banlieues de centres urbains tels que des quartiers spécifiques d'Athènes. Ceux-ci étaient protégés par l'ELAS  et d'autres forces de résistance. De vastes zones de la plaine de Thessalie ont également été incluses, en particulier après la capitulation de l'Italie fasciste.
L'appellation « Grèce libre » a été utilisée plus tard, pendant la guerre civile, mais de façon unilatérale par le Parti communiste de Grèce pour définir ses zones d'imposition, ainsi qu'à des fins de propagande à travers la station de radio homonyme de la guérilla de gauche. Cependant, le côté gouvernemental n'a jamais adopté le terme, se référant aux zones « touchées par la guérilla ».